# Радіометрична розвідка
Радіометрична розвідка (рос. радиометрическая разведка, англ. radiometric prospecting, radioactivity exploration, нім. Radioaktivitätmessung f, Radiometrie f, radiometrische Aufklärung f) — комплекс методів розвідувальної геофізики, що базуються на вимірюванні гамма-випромінювання природних радіоактивних нуклідів або на визначенні концентрації ізотопів радону в ґрунтовому повітрі. Методи радіометричної розвідки поділяють на йонізаційні, імпульсні й люмінесцентні. Застосовується для пошуків і розвідки родовищ уранових і торієвих руд і як непрямий метод пошуків нерадіоактивних руд (фосфоритів, бокситів, ванадію, рідкісних земель і ін.), парагенетично пов'язаних з радіоактивними елементами. Використовується також як допоміжний метод при геол. картуванні. Включає проведення гамма- або еманаційної зйомки і геол.-геофізичної інтерпретації її результатів. Син. — радіометрія.